# Ornellaia (grappa)
L'Ornellaia è una grappa toscana prodotta dalla ditta Bolgheri.

## Produzione
Le vinacce di Cabernet Sauvignon e di Merlot dopo essere state sottoposte a fermentazione, svinamento e pressatura dolce e soffice vengono trasferite in distilleria.
Dopo un'accurata selezione delle migliori vinacce si passa alla distillazione.
A distillazione terminata si passa all'invecchiamento in barriques per 18 mesi, indi all'imbottigliamento.

## Caratteristiche organolettiche
- Colore: ambrato.
- Olfatto: pungente, armonico.
- Gusto: pungente, elegante, ben strutturato.

## Abbinamenti consigliati
- Come fine pasto.